# أليخاندرو كامبوس
أليخاندرو كامبوس (بالإسبانية: Alejandro Campos) هو لاعب اتحاد الرغبي أرجنتيني، ولد في 21 أبريل 1983 في بوينس آيرس في الأرجنتين.

## وصلات خارجية
- أليخاندرو كامبوس عل موقع إسبنسكروم (الإنجليزية)
- أليخاندرو كامبوس على موقع ItsRugby.co.uk (الإنجليزية)